# Filby
Filby är en ort och civil parish i Storbritannien.   Den ligger i grevskapet Norfolk och riksdelen England, i den sydöstra delen av landet, 170 km nordost om huvudstaden London. Filby ligger 2 meter över havet och antalet invånare är 740.
Terrängen runt Filby är mycket platt. Runt Filby är det tätbefolkat, med 493 invånare per kvadratkilometer. Närmaste större samhälle är Great Yarmouth, 8,2 km sydost om Filby. Trakten runt Filby består till största delen av jordbruksmark.